# Tramacastilla
Tramacastilla is een gemeente in de Spaanse provincie Teruel in de regio Aragón met een oppervlakte van 24,81 km². Tramacastilla telt 108 inwoners (1 januari 2016).

## Demografische ontwikkeling
Bron: INE, 1857-2011: volkstellingen